# 埃德爾·米利唐
埃德爾·加布里埃爾·米利唐（葡萄牙語：Éder Gabriel Militão，葡萄牙語發音：[ˈɛdɛʁ ɡabɾiˈɛw miliˈtɐ̃w]；1998年1月18日—）是一名巴西職業足球員，司職中後衛、右後衛及防守中場，目前效力西甲球會皇家馬德里。

## 俱樂部生涯

### 聖保羅
米利唐於1998年1月18日出生在巴西聖保羅州塞爾唐西尼奧，並在2010年加入聖保羅的青年梯隊。六年後，他在7月2日聖保羅州杯對陣伊圖諾的比賽中首次亮相，但該場賽事他們以2–1敗北。米利唐在該盃賽上打了11場比賽，攻入兩球，第一球則為在球隊4–0大勝青年隊的比賽中射入。
2017年5月14日，米利唐在1–0敗給克魯塞羅的比賽中達成首次巴甲亮相。他在該賽季中總共出場22次，球隊最終位列中游的第13位，其中1–1戰平瓦斯科達伽馬的賽事中遭紅牌出場。米利唐同時亦貢獻兩球，其中首球為9月17日對陣维多利亚的比賽中射入，助聖保羅以2–1險勝對手。
米利唐在2018年8月5日最後一次為聖保羅披掛上陣，並助「三色隊」以2–1擊敗瓦斯科達伽馬。

### 波圖
2018年8月7日，米利唐與葡超球會波圖簽下五年合約。他在9月2日以正選的身份首次為波圖披甲，助球隊以三球大勝莫雷倫斯，並獻上一次助攻。在賽季的餘下賽事中，米利唐迅速鞏固自己的中後衛正選地位，並與菲利佩夥拍組成波圖的後防線，而菲利普則評價他能很快的汲取所有事情。
11月28日，米利唐在歐冠分組賽對上沙爾克04的比賽中攻入自己在波圖的首球。而其在聯賽的首球則是在2019年1月3日對陣艾維斯的比賽出現，助球隊以一球奠勝。

### 皇家馬德里
2019年3月14日，皇家馬德里與米利唐簽訂為期六年的合約，轉會費為5000萬歐元。2019年7月，他正式加盟皇马。首個球季即随队获得西班牙超级杯和西甲联赛冠军。
2024年1月23日，米利唐签署了一份新合約，合約期至2028年。他在合約中获得了加薪，并增加了10亿欧元的解约金条款，这是西甲规定允许的最高金额。

## 國家隊生涯
2018年9月，因著法格納的傷退，米利唐被巴西主帥提特徵召，得以被加進對陣美國和薩爾瓦多的友賽大名單內。他在同月11日對上薩爾瓦多的比賽中以正選身份首次亮相，除了打滿90分鐘外，還協助巴西以零封的方式在聯邦快遞球場大勝對手五球。
2019年5月，米利唐入选巴西队参加2019年美洲杯的23人名单。7月7日，在马拉卡纳体育场举行的对阵秘鲁的决赛中，他替补出场，最终球队以3-1获胜。

## 生涯數據

### 俱樂部
最後更新：2021年8月28日
| 俱樂部     | 球季     | 聯賽     | 聯賽 | 聯賽 | 盃賽 | 盃賽 | 聯賽盃 | 聯賽盃 | 州際賽 | 州際賽 | 其他 | 其他 | 總計 | 總計 |
| 俱樂部     | 球季     | 聯賽     | 上陣 | 進球 | 上陣 | 進球 | 上陣   | 進球   | 上陣   | 進球   | 上陣 | 進球 | 上陣 | 進球 |
| ---------- | -------- | -------- | ---- | ---- | ---- | ---- | ------ | ------ | ------ | ------ | ---- | ---- | ---- | ---- |
| 聖保羅     | 2017     | 巴甲     | 22   | 2    | 0    | 0    | —      | —      | —      | —      | —    | —    | 22   | 2    |
| 聖保羅     | 2018     | 巴甲     | 13   | 1    | 6    | 1    | —      | —      | 2      | 0      | 14   | 0    | 35   | 2    |
| 聖保羅     | 總計     | 總計     | 35   | 3    | 6    | 1    | —      | —      | 2      | 0      | 14   | 0    | 57   | 4    |
| 波圖       | 2018–19  | 葡超     | 25   | 3    | 5    | 0    | 3      | 0      | 9      | 2      | 0    | 0    | 42   | 5    |
| 皇家馬德里 | 2019–20  | 西甲     | 15   | 0    | —    | —    | 2      | 0      | —      | —      | 3    | 0    | 20   | 0    |
| 皇家馬德里 | 2020–21  | 西甲     | 14   | 1    | —    | —    | 1      | 1      | —      | —      | 6    | 0    | 21   | 2    |
| 皇家馬德里 | 2021–22  | 西甲     | 3    | 0    | —    | —    | 0      | 0      | —      | —      | 0    | 0    | 3    | 0    |
| 皇家馬德里 | 總計     | 總計     | 32   | 1    | 0    | 0    | 3      | 1      | 0      | 0      | 9    | 0    | 44   | 2    |
| 生涯總計   | 生涯總計 | 生涯總計 | 96   | 7    | 14   | 2    | 14     | 2      | 3      | 0      | 20   | 2    | 147  | 11   |

1. ↑  巴西杯和葡萄牙盃
2. ↑  葡萄牙聯賽盃
3. ↑  南美球會盃
4. ↑  巴西聖保羅州聯賽
5. 1 2 3  歐聯

### 國家隊
最後更新：2021年9月2日
| 巴西 |      |      |
| 年份 | 上陣 | 進球 |
| 2018 | 1    | 0    |
| 2019 | 7    | 0    |
| 2021 | 8    | 1    |
| 總計 | 16   | 1    |

### 國家隊入球
| 球數 | 日期          | 場館                                      | 對手 | 進球 | 結果 | 性質             | 來源   |
| ---- | ------------- | ----------------------------------------- | ---- | ---- | ---- | ---------------- | ------ |
| 1.   | 2021年6月27日 | 巴西戈亞尼亞佩德羅·盧多維科奧林匹克體育場 |      | 1–0  | 1–1  | 2021年美洲國家盃 | [ 20 ] |

## 榮譽
皇家馬德里
- 西班牙甲組足球聯賽：2019–20、2021–22、2023–24
- 西班牙超級盃：2019、2022、2024
- 欧洲冠军联赛：2022、2024
- 欧洲超级杯：2022
- 国际足联俱乐部世界杯：2022
- 西班牙國王盃：2023

 波尔图
- 葡萄牙超級盃：2018

 巴西
- 南美超級經典盃：2018
- 美洲國家盃：2019

### 個人
- 葡超單月最佳後衛：2018年9月[21]、10月/11月[22]、12月[23]和2019年1月[24]

## 外部連結
- 埃德爾·米利唐在BDFutbol中的档案
- Soccerway資料庫：埃德爾·米利唐